# Evangelische Kirche (Heskem)

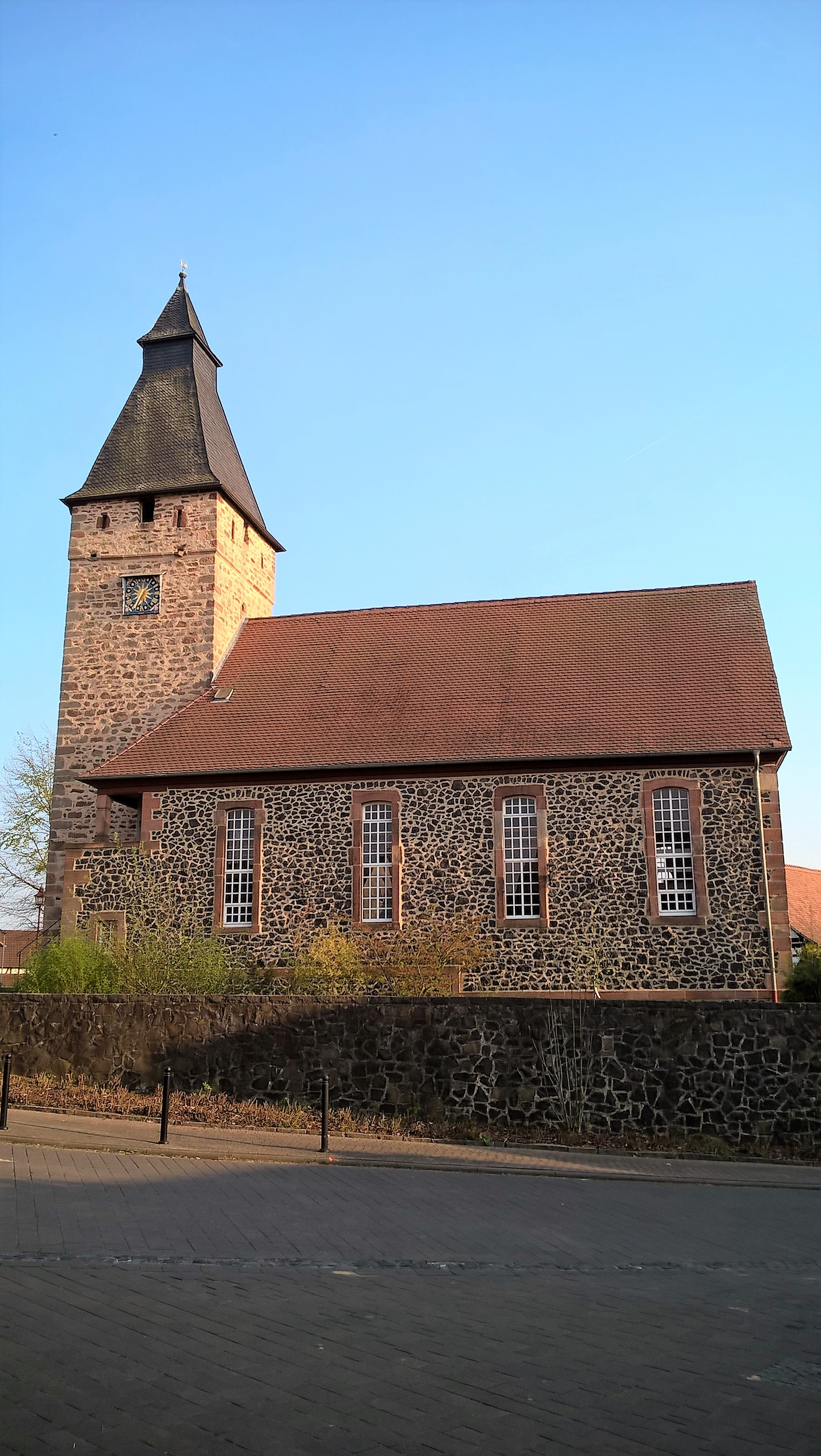
Evangelische Kirche in Heskem

Die Evangelische Kirche Heskem ist ein denkmalgeschütztes Kirchengebäude im Ortsteil Heskem der Gemeinde Ebsdorfergrund im Landkreis Marburg-Biedenkopf in Hessen. Die Kirche gehört zur Kirchengemeinde Dreihausen-Heskem im Kirchenkreis Marburg im Sprengel Marburg der Evangelischen Kirche von Kurhessen-Waldeck.

## Beschreibung

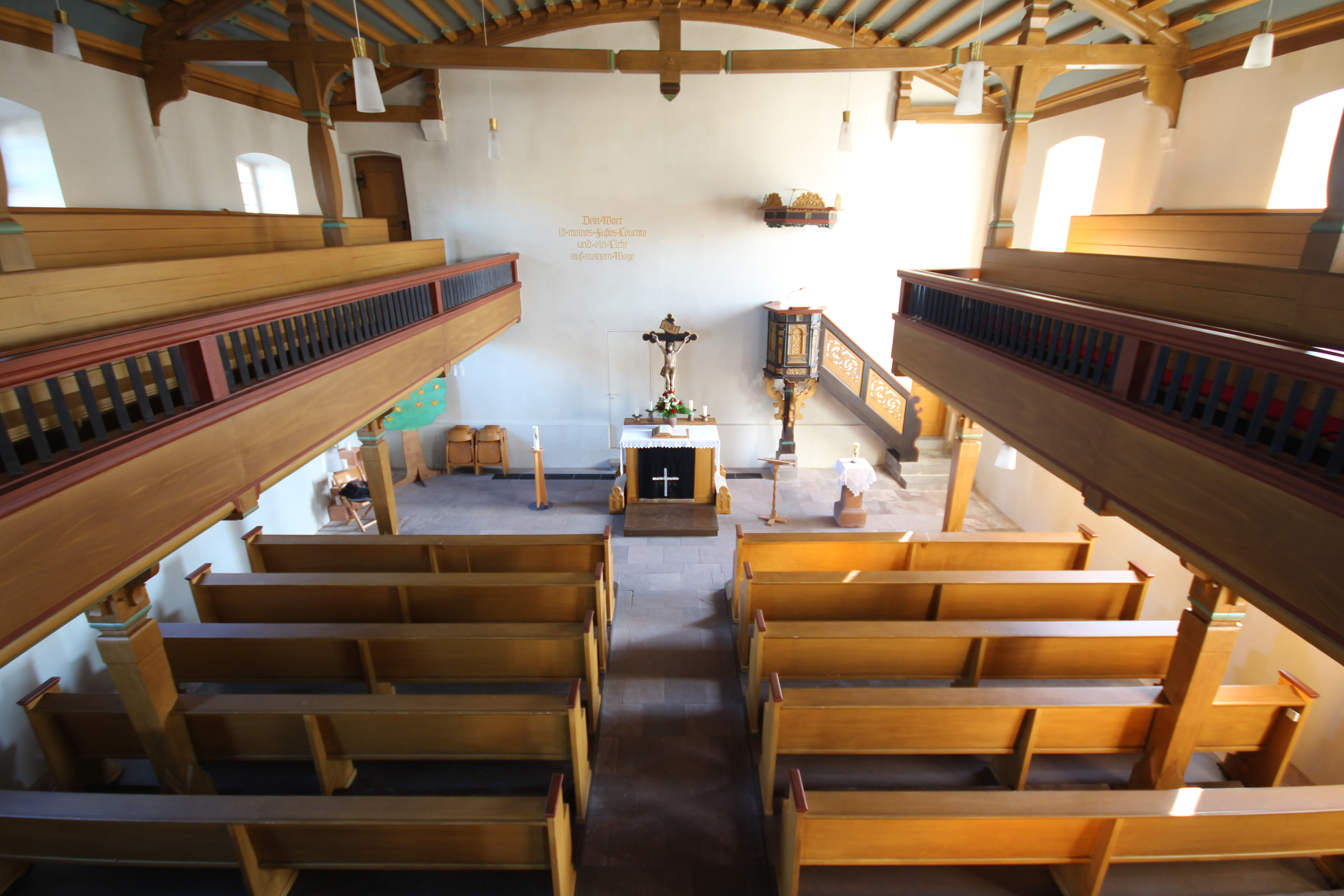
Innenraum

Der Chorturm aus Bruchsteinen gehörte zu einer in der zweiten Hälfte des 13. Jahrhunderts gebauten Wehrkirche. Er war ursprünglich bis auf die Ecksteine verputzt. Im späten Mittelalter erhielt er seinen zweistufigen, schiefergedeckten, spitzen Helm. Das zum Turm gehörende spätromanische Kirchenschiff war bedeutend kleiner als jenes der Nachfolgebauten. Der Chor mit dem Altar befand sich im Turm und wurde später vermauert. Heute ist er durch eine Tür hinter dem Altar zugänglich.
Ein Bau der Kanzel ist für 1619 belegt. Eine Kirchenglocke wurde 1653 angeschafft. Ab 1765 erfolgte ein umfassender Umbau mit einer Vergrößerung der Kirche. Aus dieser Zeit stammt auch das auf dem Altar befindliche Kruzifix. Die Steine des romanischen Portals wurden für den Eingang der Sakristei wiederverwendet. Der Sturz des barocken Portals mit der Jahreszahl 1765 findet sich an einem Anbau am Turm wieder, der historische Grabsteine beherbergt.
1923 wurde das alte Kirchenschiff abgerissen und ein neobarockes nach einem Entwurf von August Dauber und Karl Rumpf gebaut. Drei neue Glocken wurden 1925 angeschafft, diese fielen der Rüstungsindustrie im Zweiten Weltkrieg zum Opfer. 1949 wurden im Glockenstuhl des Turms drei neue Glocken aufgehängt. Die Zifferblätter der Turmuhr zeigen in alle Himmelsrichtungen. Seit 1861 befand sich eine Orgel in der Kirche, die auf einer Empore über dem Altar stand. Sie wurde 1957 durch ein neues Instrument von Werner Bosch Orgelbau ersetzt.